# Милан Кучан
Милан Кучан (на словенски: Milan Kučan) е словенски политик, който служи като първи президент на Словения от 1991 до 2002 г.

## Ранен живот
Милан Кучан е едно от петте деца, родени в семейство на лутерански учители. Той е отгледан в село Крижевци, разположено в селскостопанския пограничен район Прекомурие в Дравска бановина, тогава в границите на Кралство Югославия (днес Словения). Баща му, Коломан Кучан (1911 – 1944), умира по време на Втората световна война. Семейството прекарва войната в окупирана Сърбия, където над 58 000 словенци са преселени от Словения от нацистите.
По-късно Милан Кучан изучава право в Люблянския университет и скоро след това се включва в комунистическите политически организации. През 1968 г. той става президент на Словенската младежка асоциация, а след това секретар на Социалистическия съюз на работниците в Словения (централна организация, създадена да обединява всички асоциации на гражданското общество под един покрив) между 1974 и 1978 г. Издига се до говорител на Народното събрание през 1978 г., а през 1982 г. става представител на словенските комунисти в Централния комитет на Съюза на комунистите на Югославия в Белград.
През 1986 г. той става водач на Съюза на комунистите на Словения. По това време започват да растат демократичните и либералните настроения в Словения, за разлика от политическата атмосфера в Белград и Сърбия под управлението на Слободан Милошевич. Застъпвайки се за човешките права и европейските демократични ценности и принципи, Кучан, партията му и Словения се изправят срещу тежката политическа конфронтация на Белград и Сърбия. На 23 януари 1990 г. Кучан и словенската делегация напускат Партийния конгрес. Това довежда до разпадането на Съюза на комунистите на Югославия, която е главна опора на политическата система в социалистическа Югославия.

## Политическа кариера
Словения е първата от федералните единици на Югославия, въвела многопартийна демокрация и първите ѝ многопартийни избори са проведени през април 1990 г. Кучан е избран за президент на Президиума, който тогава е колективен орган, в балотаж срещу Йоже Пучник.
Кучан се противопоставя на съхраняването на Югославия чрез насилие. След като идеята за свободна конфедерация не събира подкрепата на републиките в Югославия, Кучан подкрепя контролиран процес на ненасилствено разединение, който би позволил сътрудничеството на бившите югославски нации.
Словения обявява независимостта си на 25 юни 1991 г. В своя реч по случая, Кучан завършва с думите: „Днес мечтите са позволени, утре е нов ден“. На 26 юни Югославската народна армия, контролирана главно от сърбите, тръгва на поход, който по-късно ескалира в Десетдневната война. По време на мирните преговори в Бриуни, където Европейската общност играе ролята на медиатор, армията започва изтеглянето си от Словения. Кучан представя Словения на конференцията за мир в бивша Югославия, проведена в Хага и Брюксел, на която е решено, че бившите югославски нации са свободни да определят бъдещето си като независими държави. На 22 май 1992 г. Кучан представя Словения, когато страната става членка на ООН.
След независимостта и международното признаване на Словения, Кучан е избран за президент на Словения през 1992 г. След това печели още един петгодишен мандат от 1997 до 2002 г., този път като независим кандидат и спечелвайки с мнозинство още на първия етап. Президентството му завършва през декември 2002 г., когато е наследен от Янез Дърновшек.
През март 2003 г. в Словения се провеждат два референдума относно присъединяването на страната към ЕС и НАТО. Милан Кучан взема активно участие в кампанията за тези членства, за да може Словения да постигне поставените от нея цели след независимостта си. През май 2004 г. Словения става пълноправен член както на ЕС, така и на НАТО.
От ноември 2004 г. Кучан е член на Мадридския клуб – сдружение на бивши демократични държавници, което работи за укрепване на демократичното управление. През същата година става и директор на „Форум 21“ – словенски ляв мозъчен тръст, работещ по въпроси от значение за бъдещото развитие на Словения и нейното положение в глобалното общество. Кучан е и член на Европейския съвет по толерантността и примирението, който наблюдава толерантността в Европа и дава препоръки относно борбата с ксенофобията на континента.

## Личен живот
Кучан е женен за Щефка Кучан, от която има две дъщери.